# Procópio (prefeito urbano)
Procópio (em latim: Procopius; em grego: Προκόπιος; romaniz.: Prokópios) foi um oficial bizantino do século VI, ativo durante o reinado do imperador Justiniano (r. 527–565). Num monograma cruciforme sobre dois pesos de vidro há uma inscrição para um Procópio, sendo plausível que seja este oficial.
Entre novembro de 562 e abril de 563, exerceu a função de prefeito urbano de Constantinopla e nesta competência entregou para interrogatório os conspiradores envolvidos na tentativa de assassinato do imperador em novembro de 562. Foi auxiliado no caso pelos oficiais Constantino, Zenodoro e Juliano. Em abril de 563, foi demitido e substituído por André.